# Blåbärsgranskog

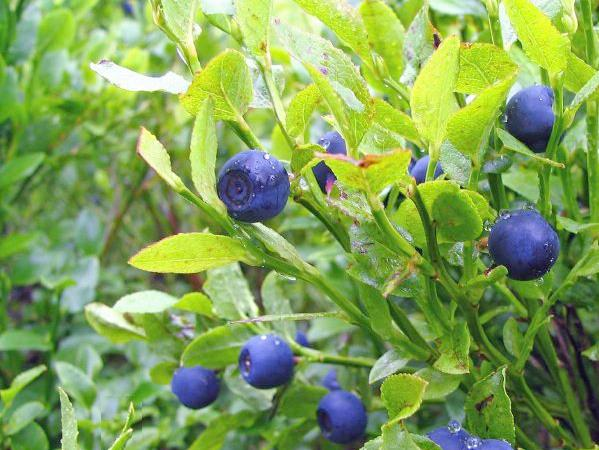
Blåbär

Blåbärsgranskog är en skogstyp där gran är det dominerande trädslaget och blåbär är en karaktärsväxt för markvegetationen. Blåbärsgranskogen är Nordens vanligaste skogstyp. 
Inom botanisk klassificering av nordiska vegetationstyper är blåbärsgranskog en typ av hedgranskog. Hedgranskog är en skogstyp som hör till hedserien. Hedgranskog är fuktigare än hedtallskog. Blåbärsgranskog är den vanligaste hedgranskogstypen.
Blåbärsgranskog trivs bäst med god tillgång till grundvatten och har en rikare flora och fauna än hällmarksskog, men är inte lika frodig och örtrik som en ängsgranskog. Skogstypen har ofta ett relativt tjockt lager humus. Eftersom blåbärsgranskogen är en typ av barrskog är jordmånen podsol. 
Som namnet avslöjar finns i blåbärsgranskog alltid blåbär och gran. I växtsamhället ingår också andra lågväxande risbuskar som lingon och odon, skuggtåliga örter som exempelvis linnéa och skogsstjärna, gräs som kruståtel, samt olika ormbunkar, mossor och svampar. Förutom gran kan även inslag av tall och björk eller andra lövträd förekomma, men lövträden är aldrig dominerande och tall aldrig dominerande över gran. Buskar är däremot sällsynta. Frodigare varianter av blåbärsgranskog kan finnas i närheten av fjäll. Örtrikedomen kan också öka då skogen har betats eller växer på gammal ängsmark där vissa ängsarter har dröjt sig kvar.
Blåbärsriset har en viktig funktion för det ekologiska samspelet och den biologiska mångfalden i skogen och är en nyckelart för biotopen. Riset betas av bland annat älg och rådjur och bären äts av upp till tjugo olika fågelarter och av brunbjörn. Riset bebos därtill av olika insekter som blir föda till ytterligare djur i skogen. Andra insekter är beroende av blommornas nektar.
Blåbärsgranskog täcker omkring 17 procent av Sveriges yta.

## Typiska växtarter
- gran
- blåbär
- lingon
- kruståtel
- vårfryle
- ängskovall
- skogsstjärna
- gullris
- revlummer
- linnéa
- väggmossa
- husmossa
- kvastmossor

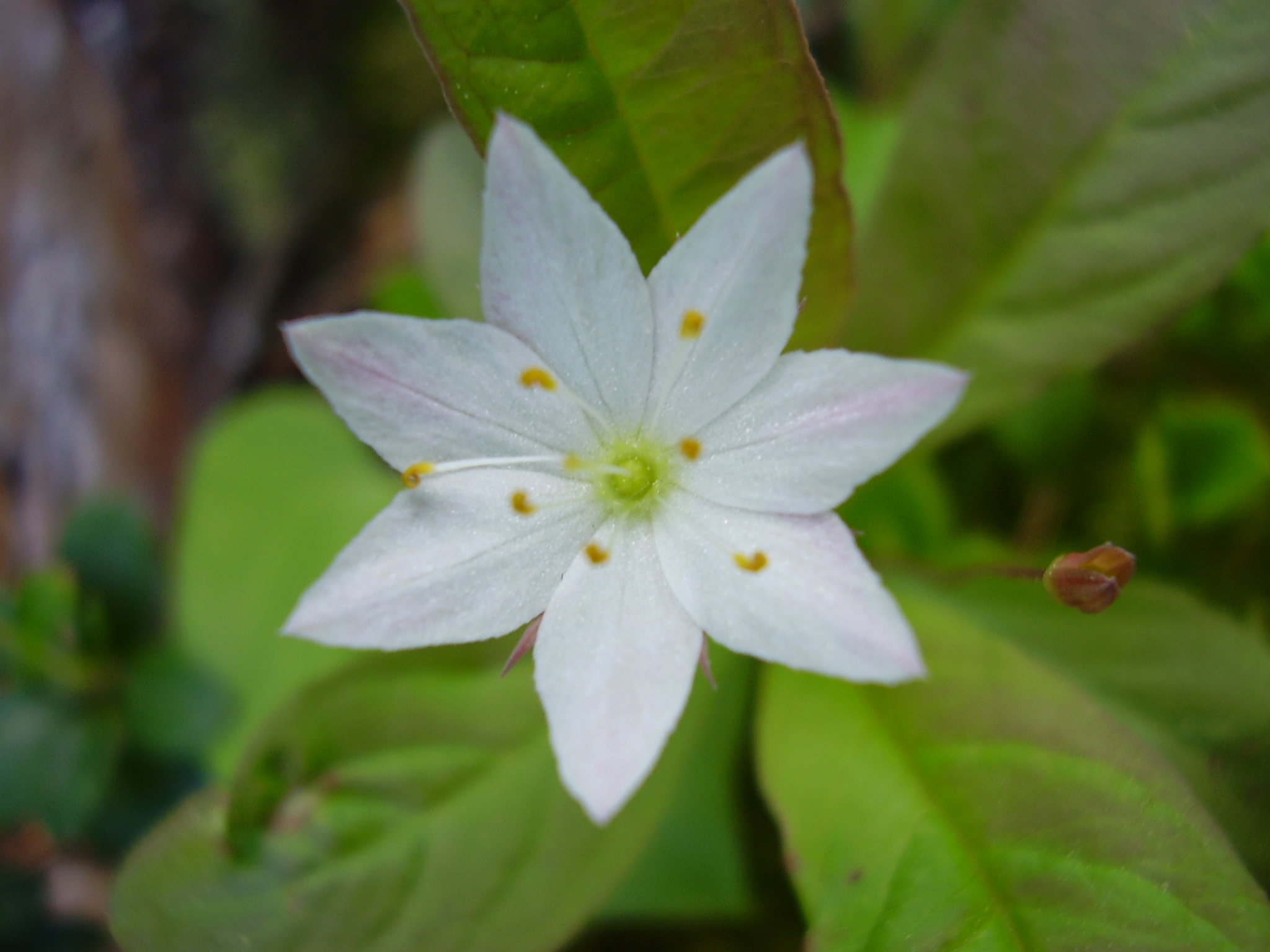
Skogsstjärna

Eventuellt i något näringsrikare skogar:
- harsyra
- ekorrbär
- ekbräken